# Niklas Falk
Niklas Daniel Falk (født 28. januar 1947 i Göteborg) er en svensk skuespiller. Han blev uddannet på Teaterhögskolan i Stockholm og var tilknyttet Göteborgs stadsteater indtil 1988. Fra 1990 arbejdede han på Stockholm stadsteater.

## Privatliv
Han er lillebror til den afdøde skuespiller Jonas Falk.

## Udvalgt filmografi
- Hammarstads BK (tv-serie, 1977)
- Soldat med brutet gevär (tv-serie, 1977)
- Taxibilder (tv-serie, 1984)
- Jungfruresan (1988)
- Rusar i hans famn (1996)
- Tre kronor (tv-serie, 1996)
- Beck (tv-serie, 1997)
- Lilla Jönssonligan på styva linan (1997)
- Svensson, Svensson - Filmen (1997)
- Zingo (1998)
- Stjernesøstre (1999)
- Dødelig drift (1999)
- Jönssonligan spelar högt (2000)
- En forelskelse (2001)
- Rederiet (tv-serie, 2001)
- Cleo (tv-serie, 2002)
- Som i himlen (2004)
- Wallander (tv-serie, 2005)
- Kommissionen (tv-serie, 2005)
- Svensson, Svensson (tv-serie, 2008)
- Psalm 21 (2009)
- Luftkastellet der blev sprængt (2009)
- Manden der ikke var morder (tv-serie, 2010)
- Rum 301 (kortfilm, 2013)
- Jönssonligan - Den perfekta stöten (2015)
- Således også på jorden (2015)
- Rebecka Martinsson (tv-serie, 2017)
- Conspiracy of Silence (tv-serie, 2018)
- Helt perfekt (tv-serie, 2019)
- Släpp taget (2024)